# Escull Kingman
L'escull Kingman (en anglès Kingman Reef) és un territori sota l'administració dels Estats Units d'Amèrica que consta oficialment com a «no incorporat», i està inclòs en les illes d'Ultramar Menors dels EUA.
Està situat a mig camí entre Hawaii i la Samoa Nord-americana, a l'arxipèlag de les illes de la Línia.
És un escull de corall amb una superfície d'1 km². Com que no ultrapassa el metre d'alçada, l'aigua del mar mulla la superfície sovint. Constitueix de fet, un perill per a la navegació. Està deshabitat.
El 1789 va ser descobert pel capità Edmund Fanning, que hi va estar a punt d'encallar. La posició va ser fixada, el 1853, pel nord-americà W.E. Kingman del Shooting Star, que hi va deixar el seu nom. També s'ha conegut com a Danger Rock. Va ser annexat formalment pels Estats Units el 1922.
Les autoritats nord-americanes no permeten la visita d'aquest territori.